# Menshikovite
La menshikovite è un minerale.